# بانکداری بهسازی
بانکداری بهسازی (به انگلیسی: Mitigation banking)، عبارت است از حفظ، بهبود، بازسازی یا ایجاد یک تالاب، نهر یا منطقه حفاظت‌شده زیستگاهی که اثرات نامطلوب مورد انتظار برای بوم‌سازگان‌های مجاور مشابه را خنثی یا جبران می‌کند. هدف جایگزینی کارکرد و ارزش دقیق زیستگاه‌های ویژه (به عنوان مثال تنوع زیستی، یا دیگر خدمات بوم‌سازگان) است که تحت تأثیر یک فعالیت یا پروژه پیشنهادی قرار می‌گیرند. منافع عمومی زمانی تأمین می‌شود که سازمان‌های مجری به زیستگاه‌های بیشتری به عنوان کاهش، که اغلب به عنوان نسبت کاهش نامیده می‌شود، نسبت به مدیریت یا توسعه زمین‌های مجاور، نیاز دارند.

## تاریخچه

### ریشه‌ها
بانکداری بهسازی به منظور جبران آسیب‌ها در ایالات متحده با هدف ایجاد تعادل بین تقاضا برای توسعه اقتصادی و نیاز به حفاظت از تالاب‌ها توسعه داده شد. این موضوع با قانون آب پاک در سال ۱۹۷۲ آغاز شد. راهنمایی‌های سرویس ماهی و حیات وحش ایالات متحده در سال ۱۹۸۳ منجر به تأسیس اولین بانک‌ها در اوایل دهه ۱۹۸۰ شد. این رویه به عنوان راهی برای ادارات بزرگراه و کارهای عمومی ایالتی جهت رعایت مقررات مربوط به کاهش آلودگی تالاب‌ها آغاز شد. همچنین بعدها بانک‌های کارآفرینی برای فروش اعتبار به توسعه‌دهندگان دولتی و خصوصی تأسیس شدند.